# حكومة عبد السلام المجالي الأولى
حكومة عبد السلام المجالي الأولى هي الحكومة التاسعة ة والسبعون من حكومات المملكة الأردنية الهاشمية. شكّل عبد السلام المجالي الحكومة في 30 مايو عام 1993م، بتكليف من ملك الأردن الحسين بن طلال. وقد حلّت الحكومة في شهر يناير 1995.

## التشكيل
| الاسم                                         | المهام الوزارية                             |
| --------------------------------------------- | ------------------------------------------- |
| دولة الدكتور عبدالسلام عطا الله المجالي       | رئيسا للوزراء ووزيرا للخارجية والدفاع       |
| معالي الدكتور معن ناجي يوسف ابونوار           | نائبا لرئيس وزيرا للاعلام                   |
| معالي الدكتور جواد احمد عبدالمحسن العناني     | وزير دولة لشؤون رئاسة الوزراء               |
| معالي السيد وليد مثقال داوود عصفور            | وزيرا للطاقة والثروة المعدنية               |
| معالي الدكتور عبدالله احمد الجبر العويدات     | وزيرا للشباب                                |
| معالي السيد ينال عمر حكمت مفدز                | وزيرا للسياحة والاثار                       |
| معالي السيد راتب احمد إبراهيم الوزني          | وزيرا للعدل                                 |
| معالي الدكتور زياد محمد فريز فريز             | وزيرا للتخطيط                               |
| معالي الدكتور بسام خليل عبدالرحيم الساكت      | وزيرا للصناعة والتجارة                      |
| معالي الدكتور محمود داود سليمان السمره        | وزيرا للثقافة                               |
| معالي السيد احمد إبراهيم حسن العقايله         | وزيرا للدولة                                |
| معالي الدكتور عبدالسلام داود محمد العبادي     | وزيرا للاوقاف والشؤون والمقدسات الاسلامية   |
| معالي الدكتور "محمد مهدي" فرحان حمد الفرحان   | وزيرا للشؤون البلدية والقروية والبيئة       |
| معالي الدكتور بسام عيد العيد قاقيش            | وزيرا للمياة والري                          |
| معالي السيد سامي إبراهيم مفضي قموه            | وزيرا للمالية                               |
| معالي السيد سلامه حماد سالم السحيم            | وزيرا للداخلية                              |
| معالي الدكتور محمد محمود عبدالقادر الصقور     | وزيرا للتنمية الاجتماعية                    |
| معالي المهندس خلف عبدالرحمن احمد الهواري      | وزيرا للاشغال العامة والاسكان               |
| معالي السيد سلمان محمد إبراهيم الطراونه       | وزيرا للنقل                                 |
| معالي السيد راضي سليمان ابراهيم               | وزيرا للتموين                               |
| معالي السيد خالد محمد احمد "صلاح الغزاوي"     | وزيرا للعمل                                 |
| معالي السيد طلال سطعان الحسن                  | وزير دولة للشؤون الخارجية                   |
| معالي الدكتور مروان راسم كمال كمال            | وزيرا للزراعة                               |
| معالي الدكتور طارق صلاح عطاالله السحيمات      | وزيرا للبريد والاتصالات                     |
| معالي الدكتور عبدالرحيم قاسم عبدالرحيم ملحس   | وزيرا للصحة                                 |
| معالي الدكتور خالد علي عبدالعزيز سمارة الزعبي | وزير دولة للشؤون القانونية                  |
| معالي الدكتور خالد يوسف حسين العمري           | وزير للتربية والتعليم ووزيرا للتعليم العالي |

تعديل 15/10/1993
| الاسم                                 | المهام الوزارية       |
| ------------------------------------- | --------------------- |
| معالي الدكتور محمد عفاش سلطان العدوان | وزيرا للسياحه والاثار |

تعديل 02/12/1993
| الاسم                                             | المهام الوزارية                              |
| ------------------------------------------------- | -------------------------------------------- |
| معالي الدكتور معن ناجي يوسف ابونوار               | نائبا لرئيس الوزراء                          |
| معالي الدكتور سعيد "مصطفى وهبي" صالح التل         | نائبا لرئيس الوزراء ووزيرا للتعليم العالي    |
| معالي السيد "جعفر طاهر" مصطفى حكمت العياشي        | وزيرا للعدل                                  |
| معالي الدكتور جواد احمد عبدالمحسن العناني         | وزيرا للاعلام ووزير دولة لشؤون رئاسة الوزراء |
| معالي الدكتور هشام محمد هاشم الخطيب               | وزيرا للمياة والري                           |
| معالي السيد احمد إبراهيم حسن العقايله             | وزيرا للشؤون البلدية والقروية والبيئة        |
| معالي الدكتور "محمد مهدي" فرحان حمد الفرحان       | وزيرا للزراعة                                |
| معالي الدكتور خالد يوسف حسين العمري               | وزيرا للتربية والتعليم                       |
| معالي السيد اديب سلامه سليمان الهلسه              | وزيرا للنقل                                  |
| معالي الدكتور فواز سالم سليمان ابوالغنم           | وزير دولة                                    |
| معالي الدكتور امين عبدالله محمود محمود            | وزيرا للثقافة                                |
| معالي الدكتورة ريما "محمد خلف" سعيد "خلف الهنيدي" | وزيرة للصناعة والتجارة                       |
| معالي السيد عادل احمد محمود ارشيد                 | وزير دولة                                    |
| معالي الدكتور عبدالرزاق عبد القاسم النسور         | وزيرا للاشغال العامة والاسكان                |

تعديل 08/06/1994
| الاسم                                     | المهام الوزارية                                  |
| ----------------------------------------- | ------------------------------------------------ |
| معالي السيد ذوقان الهنداوي                | نائبا لرئيس الوزراء                              |
| دولة السيد عبدالرؤوف سالم نهار الروابده   | وزيرا للتربية والتعليم ودولة لشؤون رئاسة الوزراء |
| معالي الدكتور هشام محمد هاشم الخطيب       | وزيرا للتخطيط                                    |
| سماحة الشيخ عبدالباقي جمو جاني الشيشاني   | وزير دولة للشؤون القانونية والبرلمانية           |
| معالي المهندس سمير فرحان خليل قعوار       | وزيرا للنقل                                      |
| معالي الدكتور صالح شفيق خليل ارشيدات      | وزيرا للمياة والري                               |
| معالي الدكتور عارف سعد علي البطاينه       | وزيرا للصحة                                      |
| معالي الدكتور فواز سالم سليمان ابوالغنم   | وزيرا للشباب                                     |
| معالي السيد جمعة حماد                     | وزيرا للثقافة                                    |
| معالي الدكتور هاشم احمد مطلق الدباس       | وزيرا للبريد والاتصالات                          |
| معالي السيد عادل احمد سليمان القضاة       | وزيرا للتموين                                    |
| معالي الدكتور محمد محمود خليل الذنيبات    | وزير دولة للتنمية الادارية                       |
| معالي المهندس منصور بن طريف               | وزيرا للزراعة                                    |
| معالي الدكتور راتب سلامه إبراهيم السعود   | وزيرا للتعليم العالي                             |
| معالي السيد محمد احمد سالم الذويب         | وزير دولة                                        |
| معالي السيد توفيق محمود حسين كريشان       | وزيرا للشؤون البلدية والقروية                    |
| معالي الدكتور عبدالله هارون سحيمان الجازي | وزير دولة                                        |
| معالي السيد هشام فالح احمد التل           | وزيرا للعدل                                      |
| معالي السيد يوسف محمد سكران الدلابيح      | وزير دولة                                        |
| معالي السيد طلال رشيد عبدالرحمن عريقات    | وزيرا للطاقة والثروة المعدنية                    |

## وصلات خارجية
- موقع رئاسة الوزراء